# Polyperchon
Polyperchon (tiếng Hy Lạp: Πολυπέρχων, 394-303 TCN), con trai của Simmias đến từ Tymphaia ở Epirus, ông là một tướng lĩnh Macedonia từng phục vụ dưới thời Philip II và Alexander Đại đế, và tham gia suốt cuộc hành trình dài của Alexander. Sau khi trở về Babylon, Polyperchon đã được gửi trở lại Macedonia với Craterus, nhưng chỉ đến được Cilicia vào thời gian Alexander mất năm 323 TCN. Polyperchon và Craterus tiếp tục tới Hy Lạp, giúp Antipater đánh bại các cuộc nổi dậy của người Hy Lạp trong chiến tranh Lamian. Polyperchon vẫn tiếp tục ở lại Macedonia và, sau cuộc chiến tranh Diadochi đầu tiên vẫn là nhiếp chính của Macedonia trong khi Antipater đi đến Tiểu Á để khẳng định mình là nhiếp chính của toàn bộ đế quốc.
Sau cái chết của Antipater năm 319, Polyperchon được bổ nhiệm làm nhiếp chính và chỉ huy quân đội tối cao của toàn bộ đế chế, nhưng sớm rơi vào cuộc xung đột với Kassandros con trai của Antipater. Cả hai tham gia vào cuộc nội chiến, mà nhanh chóng lan rộng giữa những người thừa kế của Alexander, với Polyperchon liên minh với Eumenes chống lại Kassandros, Antigonus và Ptolemaios.
Mặc dù lúc đầu Polyperchon thành công trong việc đảm bảo quyền kiểm soát các thành phố Hy Lạp, mà ông tuyên bố được tự do, hạm đội của ông đã bị hủy diệt bởi Antigonus trong năm 318 trước Công nguyên, và Kassandros kiểm soát Athens năm tiếp theo. Ngay sau đó, Polyperchon đã bị đuổi khỏi Macedonia bởi Kassandros, người nắm quyền kiểm soát vị vua yếu kém Philip Arrhidaeus và vợ là Eurydice. Polyperchon trốn sang Epirus, nơi ông đã tham gia vào phe Olympias mẹ của Alexander, góa phụ Roxana, và đứa trẻ sơ sinh Alexander IV. Ông đã thành lập một liên minh với Olympias và vua Aeacides của Ipiros, và Olympias đã dẫn một đội quân tiến đến Macedonia. Bà đã bước đầu thành công, đánh bại và bắt quân đội của vua Philip, người mà bà sát hại sau đó, nhưng ngay sau khi Kassandros trở về từ Peloponnesus, bà bị bắt và bị giết năm 316TCN, ông ta bắt giam Roxana và vị vua trẻ.
Polyperchon bây giờ bỏ chạy đến Peloponnesus, nơi ông vẫn còn kiểm soát một vài cứ điểm mạnh, và liên minh với Antigonus, người bây giờ rời bỏ các đồng minh cũ của mình. Polyperchon sớm kiểm soát phần lớn Peloponnesus, bao gồm Corinth và Sicyon. Sau hiệp ước hòa bình năm 311 giữa Antigonos và kẻ thù của ông, giết hại vị vua bé Alexander và mẹ của ông. Polyperchon giữ lại các khu vực này, và khi chiến tranh lại nổ ra giữa Antigonos và những người khác, ông ta gửi Heracles con trai ruột của Alexander tới chỗ Polyperchon như là một con bài thương lượng để sử dụng chống lại Kassandros. Polyperchon, tuy nhiên, quyết định gây chiến với Antigonus và sát hại cậu bé trong năm 309. Ông giữ quyền kiểm soát của Peloponnesus đến khi qua đời vài năm sau đó.
Ông đã có một con trai tên là Alexander.